# Tianzhou 1
La Tianzhou 1 (in cinese 天舟一号) è stata la prima missione della navetta Tianzhou dell'Agenzia Spaziale Cinese, che è stata lanciata il 20 aprile 2017 per rifornire il laboratorio orbitale Tiangong 2. La navetta era del tipo standard, o pressurizzata, in cui tutto il carico veniva trasportato all'interno della navetta.

## Missione
La Tianzhou 1 è stata lanciata il 20 aprile 2017 dal centro spaziale di Wenchang con un razzo Lunga Marcia 7, stabilendo un nuovo record per il lanciatore, diventando il carico più pesante trasportato da esso, con i suoi 12,910 kg. Attaccato alla navetta era presente un CubeSat chiamato SilkRoad-1, che è stato rilasciato alle 7:03 UTC del 1º agosto. La navetta ha raggiunto il Tiangong 2 il 22 aprile, meno di 48 ore dopo il lancio, agganciandosi ad esso alle 4:16 UTC, in modo totalmente automatico. La Tianzhou ha effettuato due rifornimenti di carburante tra il suo primo aggancio ed il 20 giugno, data in cui si è separata dal Tiangong 2 e dopo cinque ore di volo controllato attorno alla Tiangong si è riagganciata sempre in modo automatico. Il 21 giugno è poi ripartita cambiando la sua orbita e stazionando in volo libero per 12 settimane, per dimostrare la capacità di volare per lunghi periodi di tempo senza comandi da terra. Durante queste 12 settimane la Tianzhou ha compiuto esperimenti sulla fisica dei fluidi in assenza di gravità e un esperimento medico sulla perdita della massa ossea tipica della osteoporosi. Il 12 settembre alle 9:24 UTC la Tianzhou ha iniziato la sua manovra di rendezvous che si è conclusa con l'aggancio alle 15:58 UTC. Il 16 settembre è stato completato con successo il terzo ed ultimo rifornimento da parte della Tianzhou, che si è sganciata il 17 settembre alle 8:15 UTC, entrando in un'orbita decadente, che l'ha portata a rientrare nell'atmosfera sopra l'Oceano Pacifico alle ore 10 UTC del 22 settembre, disintegrandosi.

## Il progetto 921-2
La missione della Tianzhou 1, rappresenta per il progetto 921-2 la fine della sua seconda fase, finalizzata alla ricerca e alla creazione di una stazione spaziale. La seconda fase del progetto è concentrata sulla preparazione, sul lancio e sull'osservazione nello spazio dei due laboratori Tiangong, per studiarne gli effetti a lungo termine nello spazio, per eseguire prove di rendezvous e attracchi, trasferimento di equipaggi, permanenza media di equipaggi e, con la Tianzhou 1, trasferimento di carichi e fluidi, tutte azioni che sono indispensabili per la presenza permanente a bordo di una stazione spaziale.